# Ceriagrion batjanum
Ceriagrion batjanum – gatunek ważki z rodziny łątkowatych (Coenagrionidae).